# Paul Thodte
Paul Heinrich Thodte (* 29. Juli 1890 in Micheln Kreis Calbe; † 1983) war Mitglied der NSDAP und Mitglied im Thüringischen Landtag.

## Leben
Nach seiner Schulentlassung erlernte Thodte das Friseurhandwerk und legte in Magdeburg seine Gesellenprüfung ab. Seinen Militärdienst leistete er im 2. Thüringischen Infanterie-Regiment Nr. 32 in Meiningen. Von 1914 bis 1918 kämpfte er im Ersten Weltkrieg, zuletzt im 371. Infanterie-Regiment. Er erlitt zwei Verwundungen. Nach Kriegsende ging er nach Schleiz und übernahm ein Geschäft. 1926 legte er die Meisterprüfung ab.
Politisch engagierte er sich seit 1922 für die NSDAP. Für sie gehörte er in der 6. und 7. Wahlperiode dem Thüringer Landtag an. Er war Mitglied von SA und SS, Ortsgruppenleiter in Schleiz sowie Kreisredner und Kreisleiter der NS-HAGO. Thodte war mit der Nummer 2527 seit 1925 sogenannter Alter Kämpfer und hatte auch die Ämter als Kreisabschnittsleiter der NSDAP und als Erster Beigeordneter Stellvertreter des Oberbürgermeisters der Kreisstadt inne. 1938 wirkte er in Schleiz an der Umbenennung der bisherigen Volksschule in Rudolf-Eck-Schule mit.
Thodte war von 1945 bis 1947 in amerikanischer Kriegsgefangenschaft.